# CF Mounana
El Centre de Formation de Football de Mounana, conocido como CF Mounana, es un equipo de fútbol de Gabón que milita en la Primera División de Gabón, la liga de fútbol más importante del país.

## Historia
Fue fundado en noviembre del año 2006 en la ciudad de Mounana, aunque su sede se encuentra en la capital Libreville, ascendiendo a la Primera División de Gabón por primera ocasión en el año 2010
Ha sido campeón de Liga en 3 ocasiones, y también han sido campeones de copa dos veces y la supercopa en una ocasión.
A nivel internacional ha participado en 3 torneos continentales, en donde su mejor participación ha sido en la Copa Confederación de la CAF 2017, en la cual fue eliminado en la fase de grupos.

## Palmarés
- Primera División de Gabón: 3

2012, 2016, 2017
- Copa Interclubes de Gabón: 2

2013, 2015
- Supercopa de Gabón: 1

2013

## Participación en competiciones de la CAF
| Temporada | Torneo                       | Ronda          | Club              | Casa | Visita | Global       |
| --------- | ---------------------------- | -------------- | ----------------- | ---- | ------ | ------------ |
| 2013      | CAF Champions League         | Preliminar     | AC Léopards       | 1–0  | 0–2    | 1–2          |
| 2014      | CAF Confederation Cup        | Preliminar     | CD Huíla          | 3-1  | 0-3    | 3-4          |
| 2015      | Copa Confederación de la CAF | Preliminar     | Polisi SC         | 5-0  | 3-1    | 8-1          |
| 2015      | Copa Confederación de la CAF | 1              | Power Dynamos FC  | 4-0  | 0-3    | 4-3          |
| 2015      | Copa Confederación de la CAF | 2              | Orlando Pirates   | 2-2  | 0-3    | 2-5          |
| 2017      | CAF Champions League         | Preliminar     | Vital'O FC        | 2-0  | 1-0    | 3-0          |
| 2017      | CAF Champions League         | 1              | Wydad Casablanca  | 1-0  | 0-1    | 1-1 (4-5 p.) |
| 2017      | Copa Confederación de la CAF | Playoff        | ASEC Mimosas      | 2-1  | 0-0    | 2-1          |
| 2017      | Copa Confederación de la CAF | Fase de grupos | TP Mazembe        | 0-1  | 0-2    | 4º Lugar     |
| 2017      | Copa Confederación de la CAF | Fase de grupos | Supersport United | 3-5  | 1-4    | 4º Lugar     |
| 2017      | Copa Confederación de la CAF | Fase de grupos | Horoya AC         | 0-1  | 0-1    | 4º Lugar     |
| 2018      | Liga de Campeones de la CAF  | Preliminar     | RC Kadiogo        | 2-0  | 0-1    | 2-1          |
| 2018      | Liga de Campeones de la CAF  | 1              | Al-Ahly SC        | 1-3  | 0-4    | 1-7          |
| 2018      | Copa Confederación de la CAF | 2              | Al-Masry SC       | 1-1  | 1-2    | 2-3          |

### Récord Africano
| Torneo                | J  | G  | E | P  | GF | GC |
| --------------------- | -- | -- | - | -- | -- | -- |
| CAF Champions League  | 10 | 5  | 0 | 5  | 8  | 8  |
| CAF Confederation Cup | 18 | 5  | 3 | 10 | 25 | 31 |
| Total                 | 28 | 10 | 3 | 15 | 33 | 39 |

## Jugadores

### Jugadores destacados
- Arafat Djako